# Petroeuro

Il simbolo dell'euro

Un petroeuro è uno scambio di petrolio valutato in euro e non in dollari statunitensi (petrodollari).
Gli scambi di qualsiasi risorsa naturale, incluso il petrolio, sono controllati attraverso accordi commerciali che coinvolgono esportatori e importatori della risorsa in un determinato mercato, attraverso un accordo commerciale. I principali paesi che dispongono di riserve petrolifere dal declino della produzione statunitense sono raggruppate nell'OPEC, che può scegliere fra dollari, euro, yen o qualsiasi altra valuta che possa dare vantaggi politici o economici.

## Storia
Nel 2006 il petroeuro è stato protagonista di un'effimera bufala mediatica. Il 20 marzo 2006 alcuni canali di informazione diffusero una notizia, poi rivelatasi falsa, secondo cui l'Iran avesse in programma di aprire una borsa internazionale del petrolio allo scopo manifesto di scambiare petrolio esclusivamente in euro, con un meccanismo per fissare i prezzi denominato oil marker. I tre oil marker attuali, basati sul dollaro statunitense, sono il greggio West Texas Intermediate (WTI), il greggio norvegese Brent, il greggio Dubai Crude degli Emirati Arabi Uniti.
La smentita è venuta da fonti del ministero del petrolio iraniano, che affermavano di non sapere nulla di una borsa petrolifera e dall'uomo che aveva suggerito al governo iraniano l'istituzione della borsa, Chris Cook. Cook si è detto divertito nel vedere la sua ipotesi elevata a rango di realtà, e di essere rimasto molto sorpreso dal fatto che qualcuno abbia potuto interpretare l'istituzione della borsa da lui ipotizzata come un desiderio di sovvertire la centralità del dollaro.
Tuttavia, la borsa petrolifera iraniana iniziò a commerciare il greggio anche in altre valute come l'euro, lo yen, il renminbi, la rupia.